# Forêt de Laigue
La forêt de Laigue est une forêt domaniale française de 3 827 hectares située au nord-est de l'Oise, dans la région Hauts-de-France. Elle est séparée de la forêt de Compiègne par l'Aisne. Le massif, intégré au domaine de l'État en 1791, est majoritairement peuplé de futaies de chênes, de charmes et de hêtres, sur les affleurements calcaires à l'est.

## Histoire
Selon Maximilien Melleville (1865), « Laigue (forêt de). Lesga en 1183, Aisga, Aquilina silva. — Elle occupait le fond de la large vallée qui s'étend entre l'Ailette, l'Oise et l'Aisne, de Manicamp à Choisy-au-Bac. En 1698, cette forêt contenait encore 13,000 arpens de bois taillis, réduits à 5,300 au milieu du siècle dernier ».